# Rom Di Prisco
Rom Di Prisco  (* 30. August 1972) (auch bekannt als Romolo Di Prisco, DJ Know und Morphadron) ist ein Komponist, Remixer sowie Produzent aus Kanada. Er komponiert seit den 1990ern Musik für Videospiele, Filme und TV-Serien.

## Werk

### Videospiele
Sein Werk umfasst mehr als 30 Soundtracks für Videospiele, darunter Need for Speed, Unreal Tournament 3, Gears of War, Rebel Moon Rising und Guacamelee!. Er kooperierte dabei mit bekannten Studios wie Capcom, Sega, Rockstar, Atari und EA. Für Epic produzierte er Musik für Demonstrations- und Werbematerial der Unreal Engine.

### Film und Fernsehen
Zudem komponierte Di Prisco für Fernsehen und Filme. Seine Musik findet sich in Filmen und Serien wie Saw II, Navy CIS, CSI, Criminal Minds, Die Sopranos und America’s Next Top Model. Seine Musik wurde außerdem in Fernsehnetzwerken wie MTV, Animal Planet, Discovery Channel, National Geographic Channel und weiteren verwendet.

### Remixe
Als Künstler produziert er Remixe z. B. für Unit:187, Andy Chase, Christopher Lawrence. 

## Privates
Di Prisco sammelt alte Spielekonsolen und Spiele. Seine Sammlung umfasst über 30 Konsolen und mehr als 100 Spiele, von den späten 1970er Jahren bis zu den neusten Erscheinungen. Er unterrichtet an der University of Ontario Institute of Technology Sound Design sowie Musikunterricht.